# Mezinárodní letiště Henriho Coandy Bukurešť
Mezinárodní letiště Henriho Coandy Bukurešť (IATA: OTP, ICAO: LROP, rumunsky Aeroportul Internațional Henri Coandă București) je největší rumunské letiště. Nachází se 16,5 km severozápadně od centra Bukurešti ve čtvrti Otopeni. Jde o jedno ze tří letišť pro hlavní město Rumunska. Dalším z nich je letiště Bukurešť-Aurel Vlaicu, které už však pravidelné osobní dopravě neslouží a další je letiště Constantina Brâncușiho, které je zatím plánovaným mezinárodním letištěm.

## Historie
Během druhé světové války bylo letiště základnou německého letectva. Až po roce 1965 bylo omezeno jako vojenské letiště a stalo se základnou rumunských leteckých sil, s 1200 metrů dlouhou ranvejí. Poté bylo letiště přestavěno na veřejné civilní, byl vybudován nový terminál a dráha byla prodloužena na 3500 m.
V roce 1969 byl ku příležitostí návštěvy amerického prezidenta Richarda Nixona v Rumunsku vybudován nový VIP salonek. Letiště se pomalu stávalo čím dál víc používanějším a nakonec v roce 1986 podstoupilo rozsáhlou rekonstrukcí (oprava terminálu, nové moderní vybavení, druhá ranvej o délce 3500 m, nový systém pojezdových drah.

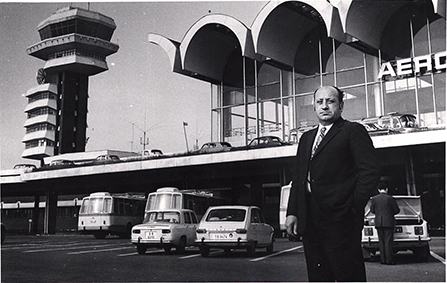
Architekt Cezar Lăzărescu před letištěm
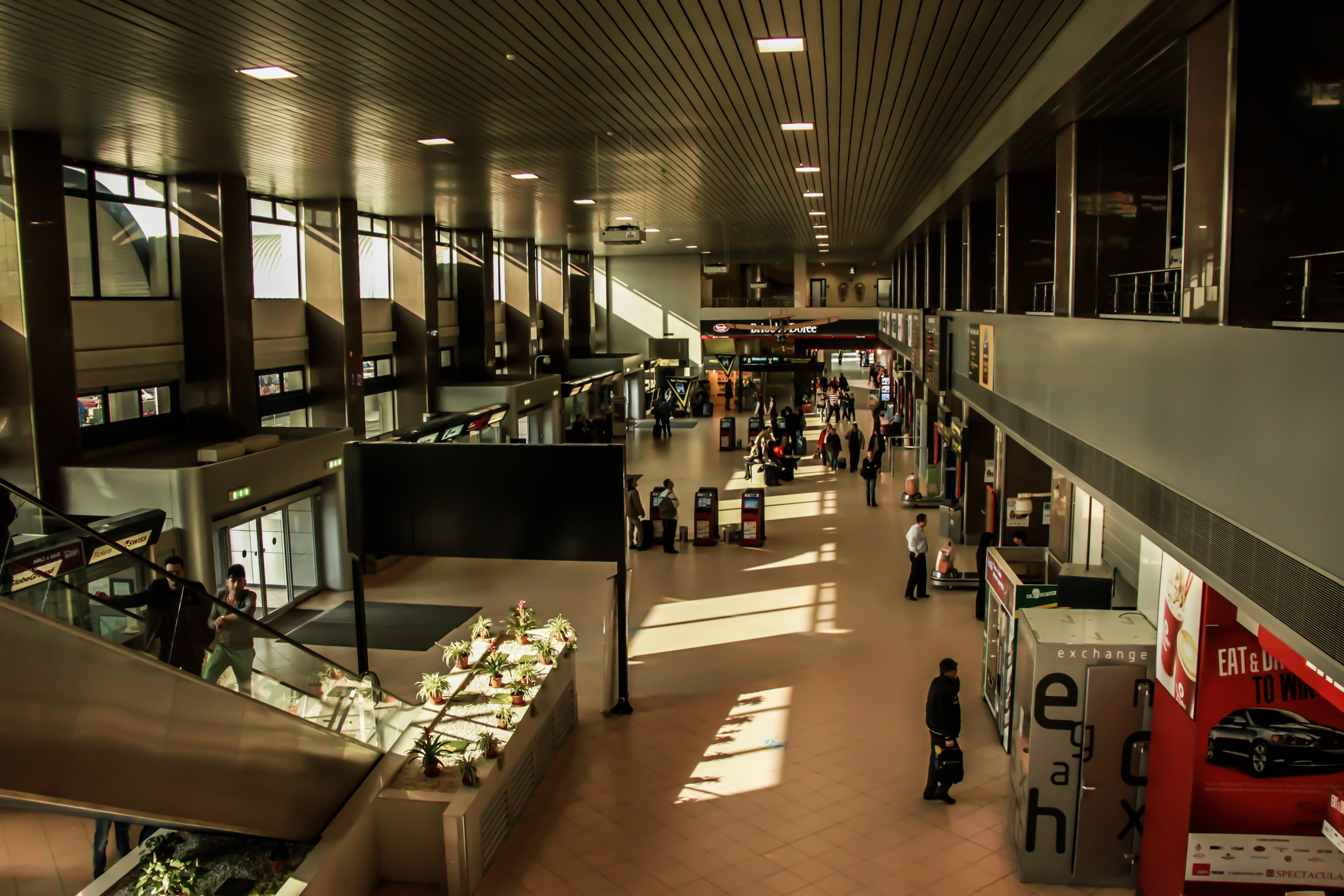
Starší check-in
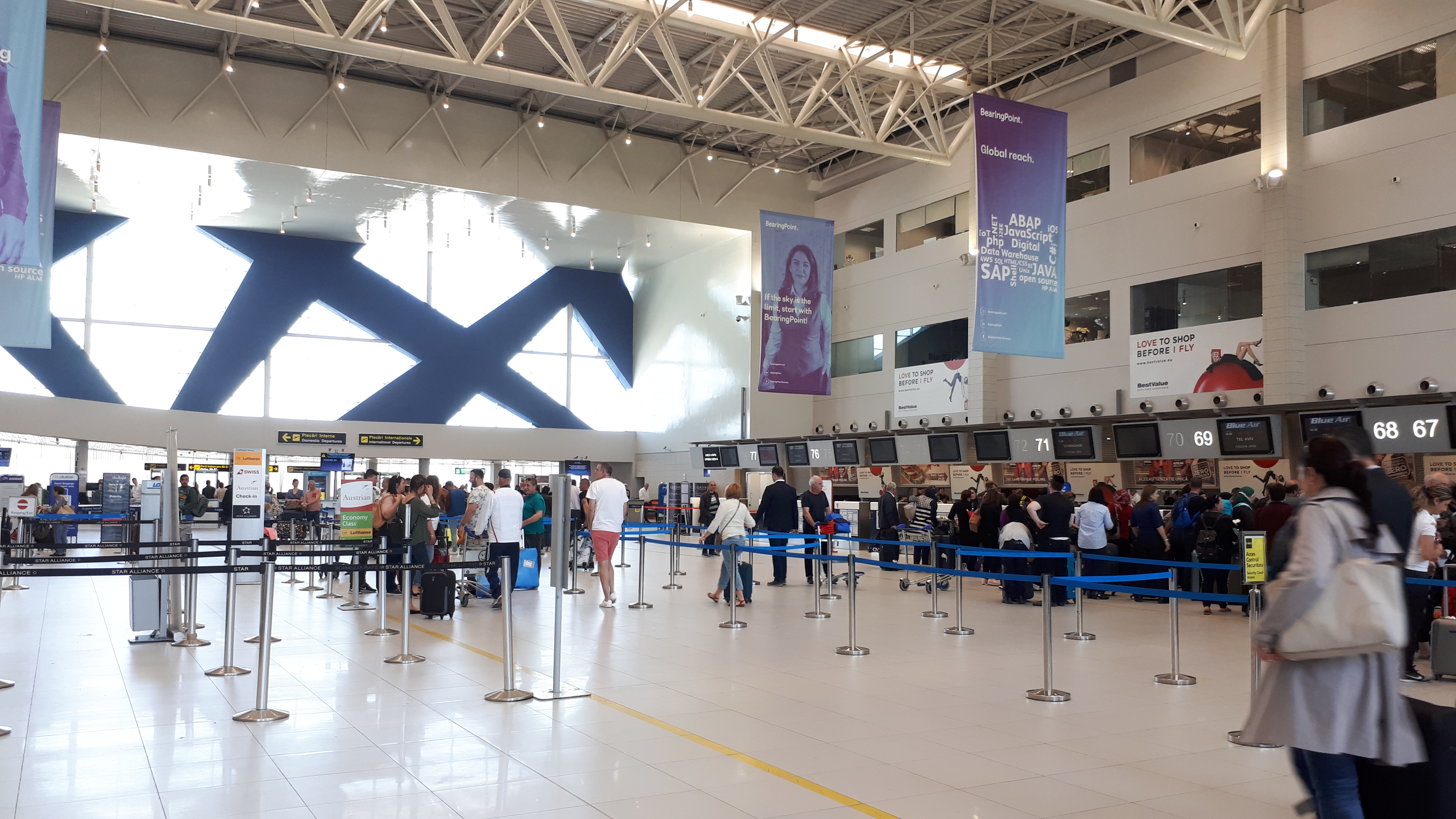
Nový check-in
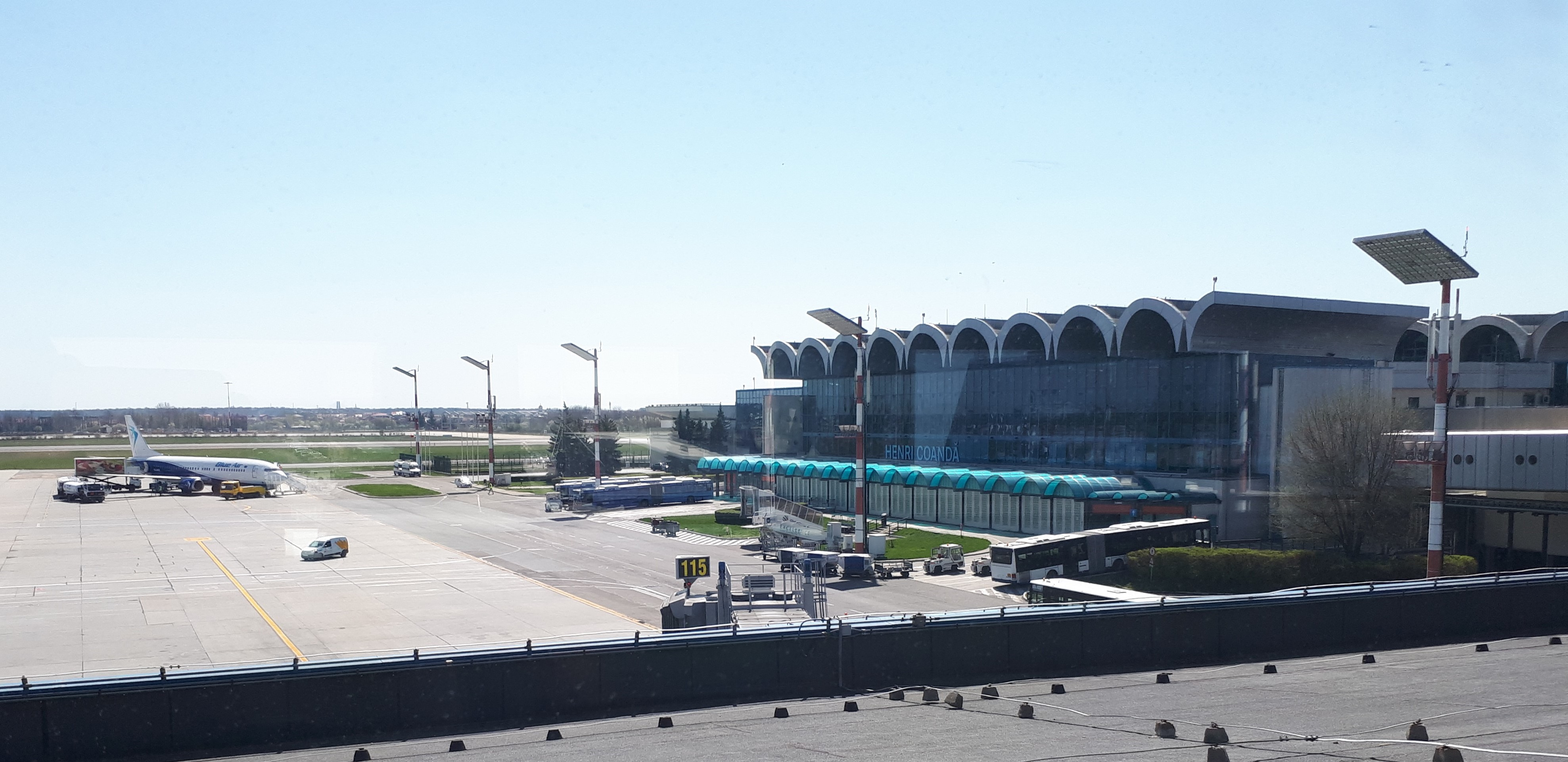
Příletová hala

## Vybavení a vzhled
Letiště má dva terminály, kontrolní věž s radarem, dvě vzletové a přistávací dráhy, moderní vybavení, VIP salonek, konferenční místnost apod. Je to nejmodernější a největší letiště v Rumunsku.